# Azkaban
Azkaban börtön, J. K. Rowling  Harry Potter életéről szóló könyvsorozatában. Ide zárják azokat a varázslókat, akik megszegik a brit varázslóközösség törvényeit. Egy szigeten található, valahol az Északi-tengeren. Ha egy varázsló élő emberre szórja valamelyik főbenjáró átkot (az Imperius, a Cruciatus, és az Avada Kedavra), akkor automatikusan életfogytiglani azkabani büntetést kap. Más esetekben a Mágiaügyi Minisztérium kezében van a döntés.
Rowling valószínűleg az Alcatraz-szigetről mintázta.

## Őrök
A hírhedt börtönt dementorok őrzik a Mágiaügyi Minisztérium megbízásából. Ha ezek a vak szörnyek megközelítenek egy embert, az úgy érzi, nincs értelme az életének, eltűnik minden boldogság a lelkéből. Még a muglik, azaz a varázstalan emberek is megérzik a jelenlétüket, pedig számukra láthatatlanok. Csókjuk kiszívja az ember lelkét (ez még a megölésnél is szörnyűbb fegyver), de erre csak a legvégső esetben kapnak engedélyt. Az ott raboskodó emberek még akkor sem tudnának megszökni, ha nem állnák a falak és a tenger az útjukat; a saját fejükbe zárva élnek, nincs egyetlen derűs gondolatuk sem. Többségük beleőrül a fogságba, és sokan halnak meg közülük. Ezek a lények a Mágiaügyi Minisztérium alkalmazásában állnak. Voldemort bukása után Kingsley Shacklebolt, az új mágiaügyi miniszter abbahagyta a dementorok alkalmazását.

## Szökések
|  | Alább a cselekmény részletei következnek! |

Sokáig úgy tartották, hogy az Azkabanból képtelenség megszökni, azonban az ártatlanul bebörtönzött Sirius Blacknek mégis sikerült. Az ártatlanságának tudata segített abban, hogy megőrizze szellemi épségét és varázserejét. Mivel olyan mágus volt, aki át tudott változni bármikor egy bizonyos állattá (azaz animágus), kutya alakjában ki tudott surranni az őrök mellett, mert azok nem, vagy csak kevésbé érzékelik az állatokat.
Csak utóbb derült ki, hogy egy évtizeddel Sirius Black előtt volt valaki, akinek szintén sikerült megszöknie: ifjabb Barty Kupor. Néhány évvel elfogása után meglátogatták a szülei, és súlyosan beteg anyja vállalta helyette a fogságot. A Százfűlé-főzet segítségével felöltötte fia alakját, és rövid idő múlva a börtönben halt meg, fia pedig az ő alakjában távozott az apja segítségével.
Voldemort újjászületése után két évvel az azkabani rabok tömeges kitörést hajtottak végre.
|  | Itt a vége a cselekmény részletezésének! |